# LMO7DN
LMO7DN (англ. LMO7 downstream neighbor) – білок, який кодується однойменним геном, розташованим у людей на 13-й хромосомі. Довжина поліпептидного ланцюга білка становить 122 амінокислот, а молекулярна маса — 13 273.
| 10         |  | 20         |  | 30         |  | 40         |  | 50         |
| ---------- |  | ---------- |  | ---------- |  | ---------- |  | ---------- |
| MTWLDKGVWT |  | QEDENSCSFS |  | ESDFPGCRDQ |  | INPSIPSIWT |  | AVSGMMISLE |
| VRWWIKGKQG |  | YVISLGHALS |  | PRLECSGTFS |  | AHCILGLPGG |  | SSYPPASVSQ |
| VVGTTALYLV |  | EEAWAEAGKM |  | RS         |  |            |  |            |

A: Аланін

C: Цистеїн

D: Аспарагінова кислота

E: Глутамінова кислота

F: Фенілаланін

G: Гліцин

H: Гістидин

I: Ізолейцин

K: Лізин

L: Лейцин

M: Метіонін

N: Аспарагін

P: Пролін

Q: Глутамін

R: Аргінін

S: Серин

T: Треонін

V: Валін

W: Триптофан